# John F. Byers Machine Company

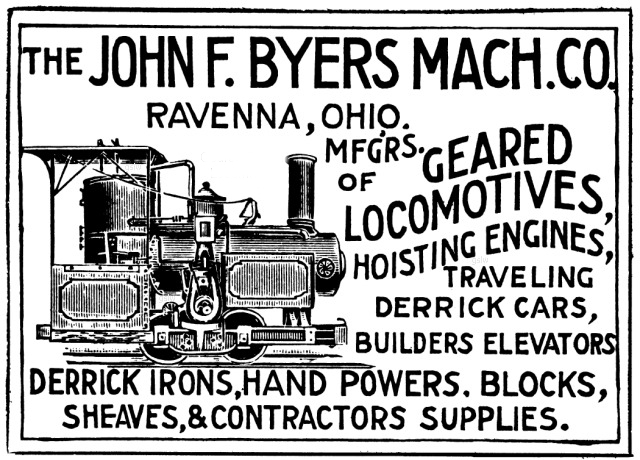
Die John F. Byers Mach. Co. in Ravenna, Ohio, Hersteller von Getriebelokomotiven, Hebemaschinen, fahrenden Kränen, Bauaufzügen, Derrickkran-Eisen, Handantrieben, Blöcken, Seilscheiben und Bauunternehmerbedarf

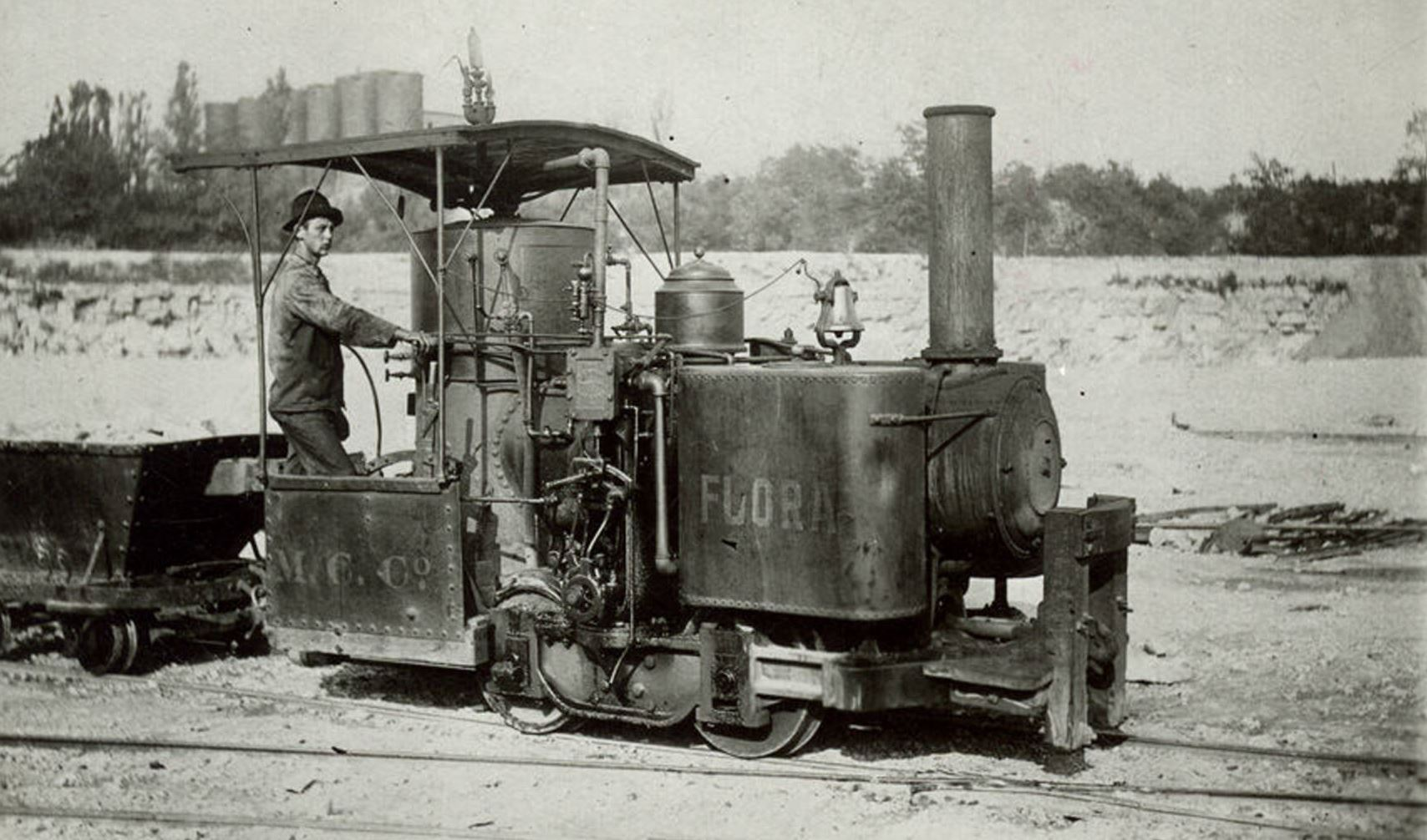
Flora der M. C. Co., Schmalspur-Dampflokomotive mit vertikalem Kessel bei der Milwaukee Cement Company

Die John F. Byers Machine Company war um 1873–1906 ein Hersteller von Getriebelokomotiven, Hebemaschinen, fahrenden Kränen, Bauaufzügen, Derrickkran-Eisen, Handantrieben, Blöcken, Seilscheiben und Bauunternehmerbedarf.
Im Jahr 1873 eröffnete John F. Byers die John F. Byers Machine Company in Ravenna im US-Bundesstaat Ohio. Er begann mit dem Bau verschiedener Arten von Geräten für die Bauindustrie. Eine dieser Unternehmungen führte dazu, dass er eine Reihe von kleinen Dampflokomotiven mit Getriebe baute. Diese relativ kleinen Lokomotiven wurden als leichte Baumaschinen vermarktet, wobei das Getriebe als Vorteil gegenüber ähnlich großen Lokomotiven mit Kuppelstangen angepriesen wurde.
Bis Mai 1896 wurden vier Exemplare gebaut, von denen drei im kommerziellen Einsatz waren. Es ist nicht bekannt, wann das Unternehmen seine Tätigkeit einstellte und wie viele Lokomotiven tatsächlich gebaut wurden. Es wurden aber mindestens fünf Lokomotiven gebaut. Die letzte bekannte Lokomotive wurde 1906 fertiggestellt.